# 仓村乡
仓村乡，是中华人民共和国陕西省延安市黄陵县一个已撤销的乡级行政区，2015年，陕西省民政厅批复同意撤销仓村乡，将其所辖行政区域划归隆坊镇。